# 유유 (고구려)
유유(紐由, ？ ~ 246년?)는 고구려의 관리이다. 

## 생애
246년 위나라의 장수 관구검이 쳐들어와 수도 환도성이 함락되고 동천왕이 위급한 상태에 놓여 있자 이때 유유는 혼자 용감히 적진으로 나아가 관구검의 부하 왕반을 만나 항복하는 척하다가 틈을 보아 암살하고 자신도 자결했다. 
결국 장수를 잃은 위나라군은 혼란을 일으켜 대패하고 낙랑으로부터 물러났다. 
이후 국토가 회복되자 구사자(九使者)라는 벼슬에 추증되었으며 아들 또한 대사자(大使者)의 벼슬을 받았다.

## 가족 관계
- 아들 : 다우(多優) - 아버지 유유가 죽은 뒤 대사자가 되었다.